# Neopanorpa angustipennis
Neopanorpa angustipennis is een insect uit de orde van de schorpioenvliegen (Mecoptera), familie van de schorpioenvliegen (Panorpidae). De wetenschappelijke naam van de soort is voor het eerst geldig gepubliceerd door Westwood in 1842.
De soort komt voor in Myanmar, Thailand en Malakka.